# Эгонихон
Эгонихон (лат. Aegonychon; от др.-греч. αἰγός, aigos — козье и ὄνυχος, onychos — копыто) — род травянистых растений семейства Бурачниковые (Boraginaceae), распространённый в лесах Европы, в Западной и Восточной Азии.

## Ботаническое описание
Многолетние травянистые растения. Корневище короткое, одревесневшее. Стебли многочисленные, тонкие, длинные, облиственные, полегающие и прямостоячие.
Цветки собраны в 2—3 верхушечных малоцветковых завитка, реже одиночные в пазухах прицветных листьев. Чашечка почти до основания 5-раздельная, доли узколанцетные. Венчик с цилиндрической трубкой и воронковидным отгибом. Эремов 4, блестящие, легко отделяются от цветоложа.

## Виды
Род включает 3 вида:
- Aegonychon calabrum (Ten.) Holub
- Aegonychon purpurocaeruleum (L.) Holub — Эгонихон фиолетово-голубой
- Aegonychon zollingeri (DC.) Holub